# Oskar Schlemmer
Oskar Schlemmer (4 tháng 9 năm 1888 – 13 tháng 4 năm 1943) là họa sĩ, nhà điêu khắc, nhà thiết kế và biên đạo múa người Đức. Ông từng làm việc tại trường nghệ thuật Bauhaus.

## Tiểu sử

### Thời thơ ấu và thời gian học nghề
Sinh năm 1888 tại Stuttgart, Oskar Schlemmer là con út trong sáu người con. Cha mẹ của ông, Carl Leonhard Schlemmer và Mina Neuhaus, cả hai đều qua đời vào khoảng năm 1900 và Oskar trẻ tuổi sống với em gái của mình và đã học được từ rất sớm để nuôi sống cho mình. Đến năm 1903, anh hoàn toàn sống độc lập và làm một người học việc trong một xưởng inlay, và chuyển sang một học nghề khác trong lĩnh vực khảm từ 1905 đến 1909.
Oskar Schlemmer học tại Kunstgewerbeschule cũng như Akademie der Bildenden Künste ở Stuttgart dưới sự giám hộ của các họa sĩ phong cảnh Christian Landenberger và Friedrich von Keller. Năm 1910, Schlemmer chuyển đến Berlin, nơi ông đã vẽ một số tác phẩm quan trọng đầu tiên của mình trước khi trở về Stuttgart năm 1912 với tư cách là học trò chính của Adolf Hölzel. Năm 1914, Schlemmer phải chiến đấu trên Mặt trận phía Tây trong thế chiến thứ I cho đến khi ông bị thương và chuyển đến một vị trí với đơn vị bản đồ quân sự ở Colmar, nơi ông cư trú cho đến khi trở lại làm việc dưới cấp Hölzel vào năm 1918.

### Những năm ở trường Bauhaus
Năm 1919 Schlemmer sang điêu khắc và có một cuộc triển lãm tác phẩm của ông tại Gallery Der Sturm ở Berlin. Sau khi kết hôn với Helena Tutein vào năm 1920, Schlemmer được Walter Gropius mời đến Weimar để điều hành các phòng tranh vẽ và điêu khắc tại trường Bauhaus trước khi tiến hành hội thảo sân khấu vào năm 1923. Ý tưởng phức tạp của ông có ảnh hưởng, khiến ông trở thành một trong những các giáo viên quan trọng nhất làm việc tại trường vào thời điểm đó. Tuy nhiên, do bầu không khí chính trị cao ở Đức vào cuối những năm 1920, và đặc biệt với việc bổ nhiệm kiến trúc sư cộng sản cực đoan Hannes Meyer làm người kế nhiệm Gropius, vào năm 1929 Schlemmer đã từ chức và chuyển sang làm việc tại Nghệ thuật. Học viện ở Breslau.
Schlemmer trở nên nổi tiếng trên thế giới với sự ra mắt của “Triadisches Ballett” tại Stuttgart vào năm 1922. Tác phẩm của ông cho Bauhaus và mối bận tâm của ông với nhà hát là một yếu tố quan trọng trong công việc của ông. Con người, những nhân vật nữ vô danh cách điệu, tiếp tục là chủ đề nổi bật trong bức tranh của mình. Trong khi ở Bauhaus, ông đã phát triển khóa học đa ngành "Der Mensch (Con người)." Trong hình dạng con người, ông đã nhìn thấy một biện pháp có thể cung cấp một chỗ đứng trong sự miễn dịch của thời gian của mình. Sau khi sử dụng Cubismnhư là một bàn đạp cho nghiên cứu cấu trúc của mình, công việc của Schlemmer trở nên hấp dẫn với khả năng của các con số và mối quan hệ của chúng với không gian xung quanh chúng, ví dụ 'Dòng không gian trống' (1924). Hình thức đặc trưng của Schlemmer có thể được nhìn thấy trong các tác phẩm điêu khắc của ông cũng như các bức tranh của ông. Tuy nhiên, ông cũng chuyển sự chú ý của mình để thiết kế sân khấu, lần đầu tiên tham gia với điều này vào năm 1929, thực hiện các thiết lập cho opera 'Nightingale' và ballet 'Renard' của Igor Stravinsky.

### Cuộc sống và qua đời dưới thời Đức Quốc Xã
Từ 1928 đến 1930, Schlemmer đã làm việc trên chín bức tranh tường cho một căn phòng trong Bảo tàng Folkwang ở Essen. Sau khi rời Bauhaus vào năm 1929, Schlemmer đăng một bài tại Akademie ở Breslau, nơi ông vẽ tác phẩm nổi tiếng nhất của ông, 'Bauhaustreppe', ('Bauhaus Stairway') (1932; Bảo tàng Nghệ thuật Hiện đại, New York). Ông đã buộc phải rời khỏi Học viện Breslau khi nó bị đóng cửa sau khi cuộc khủng hoảng tài chính xảy ra sau khi thị trường bị suy thoái trong Đại Khủng hoảng, và đã nhận chức giáo sư tại trường đại học Vereinigte Staatsschulen của Liên bang Nga (Trường tiểu học Mỹ thuật và ứng dụng) Năm 1932, ông giữ cho đến năm 1933 khi ông bị buộc phải từ chức do áp lực từ Đức Quốc xã. Các Schlemmers sau đó chuyển đến Eichberg gần biên giới Thụy Sĩ, và sau đó đến Sehringen trước khi hình ảnh của ông bị trưng bày tại triển lãm xã hội quốc gia " Nghệ thuật thoái hóa ". Mười năm cuối đời của ông đã được chi tiêu trong tình trạng ' di cư bên trong '. Max Bill, trong cáo phó của Schlemmer, đã viết rằng 'như thể một bức màn im lặng' đã giáng xuống anh ta trong thời gian này.
Trong thế chiến thứ II, Schlemmer làm việc tại Viện nghiên cứu Malstoffe ở Wuppertal, cùng với Willi Baumeister và Georg Muche, do nhà từ thiện Kurt Herbert điều hành. Nhà máy đã cho Schlemmer cơ hội để vẽ mà không sợ bị khủng bố. Loạt truyện tranh mười tám nhỏ, huyền bí của ông mang tên "Fensterbilder" ("Window Pictures", 1942) được sơn trong khi nhìn ra ngoài cửa sổ nhà của ông và quan sát những người hàng xóm tham gia vào các nhiệm vụ trong nước của họ. Đây là những tác phẩm cuối cùng của Schlemmer trước khi ông qua đời tại bệnh viện ở Baden-Baden năm 1943.

## Di sản
Ý tưởng về nghệ thuật của Schlemmer rất phức tạp và đầy thử thách ngay cả đối với phong trào Bauhaus tiến bộ. Tác phẩm của ông, tuy nhiên, đã được trưng bày rộng rãi ở cả Đức và cả nước. Tác phẩm của ông là một sự từ chối trừu tượng thuần túy, thay vào đó giữ lại một cảm giác của con người, mặc dù không có ý nghĩa về mặt cảm xúc mà theo quan điểm về cấu trúc vật lý của con người. Ông đại diện cho các cơ quan như các hình thức kiến trúc, làm giảm các con số để chơi một nhịp điệu giữa lồi, lõm và bề mặt phẳng. Và không chỉ về hình dạng của nó, anh ta bị mê hoặc bởi mọi cử động mà cơ thể có thể tạo ra; cố gắng nắm bắt nó trong công việc của mình. Cũng như để lại một lượng lớn công việc đằng sau, các lý thuyết nghệ thuật Schlemmer cũng đã được xuất bản. Một cuốn sách toàn diện của các bức thư của ông và các mục nhật ký từ 1910 đến 1943 cũng có sẵn.
Cùng với cuốn nhật ký của Schlemmer, những lá thư riêng của ông gửi cho Otto Meyer và Willi Baumeister đã mang lại cái nhìn sâu sắc về những gì đã xảy ra tại Bauhaus; đặc biệt là các tác phẩm của ông về cách các nhân viên và học sinh phản ứng với nhiều thay đổi và phát triển ở trường.
Sự hồi tưởng đầu tiên của Schlemmer tại Hoa Kỳ đã được Bảo tàng Nghệ thuật Baltimore năm 1986.

### Tranh cãi
Năm 2000, cô con gái của nghệ sĩ Ute Jaina Schlemmer, người đã khẳng định rằng cô sở hữu bức tranh Bauhaus Stairway (Bauhaustreppe) hoặc bị nợ tiền, thu được lệnh của tòa án để giữ nó để điều tra thêm trong khi nó được cho mượn tạm thời từ Bảo tàng Hiện đại Nghệ thuật ở New York đến Nationalgalerie Neue ở Berlin. Trước khi lệnh cấm được phục vụ trên Neue Nationalgalerie, Bauhaus Stairway đã được đóng gói và chuyển đến New York.

## Thị trường nghệ thuật
Năm 1998, tác phẩm Idealistic Encounter (1928) của ông đã được bán với giá $ 1.487 triệu tại Sotheby ở New York.

## Hình ảnh

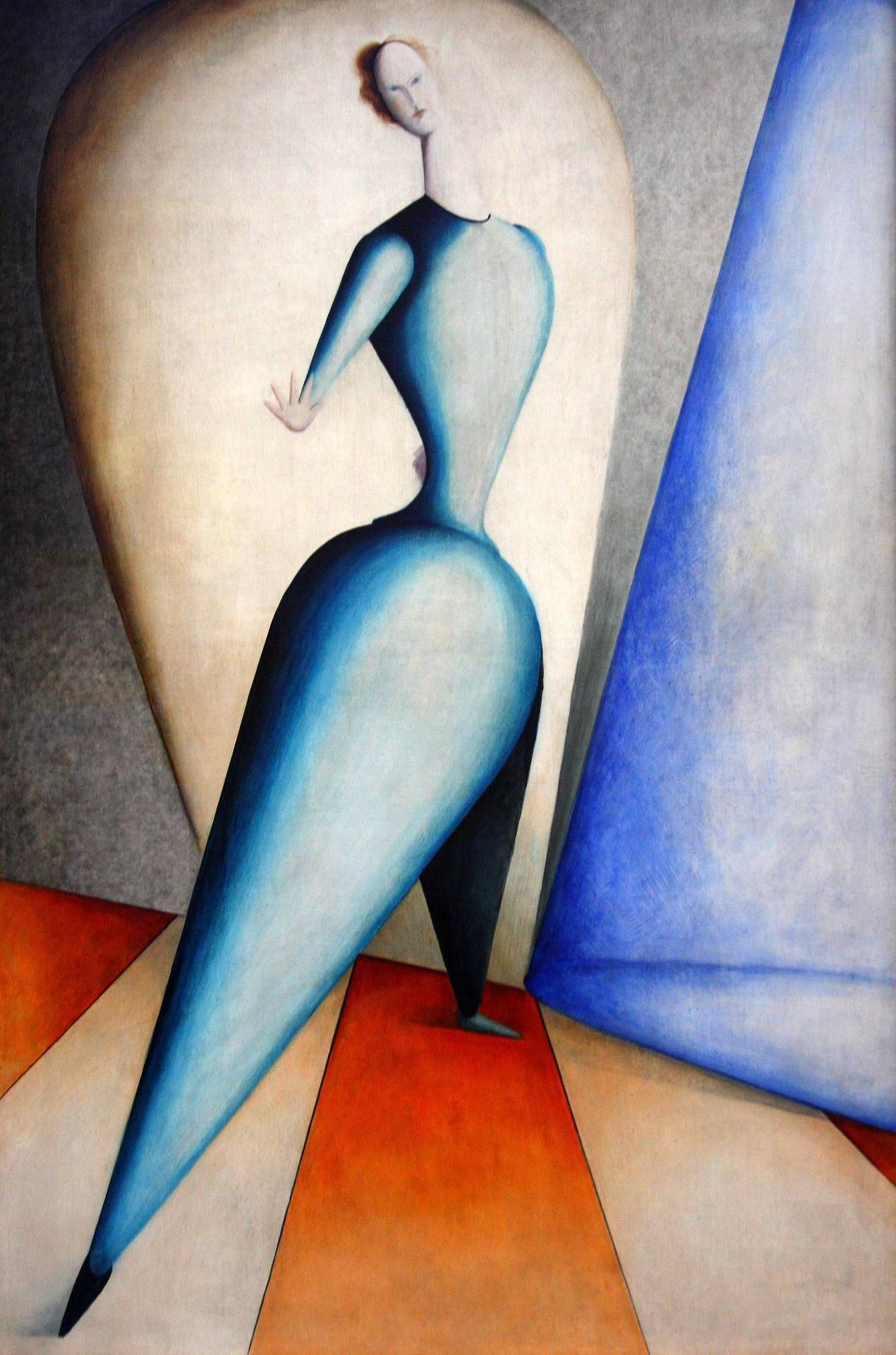
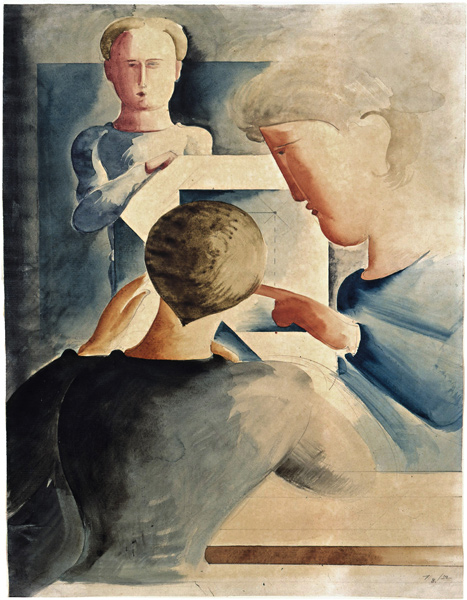
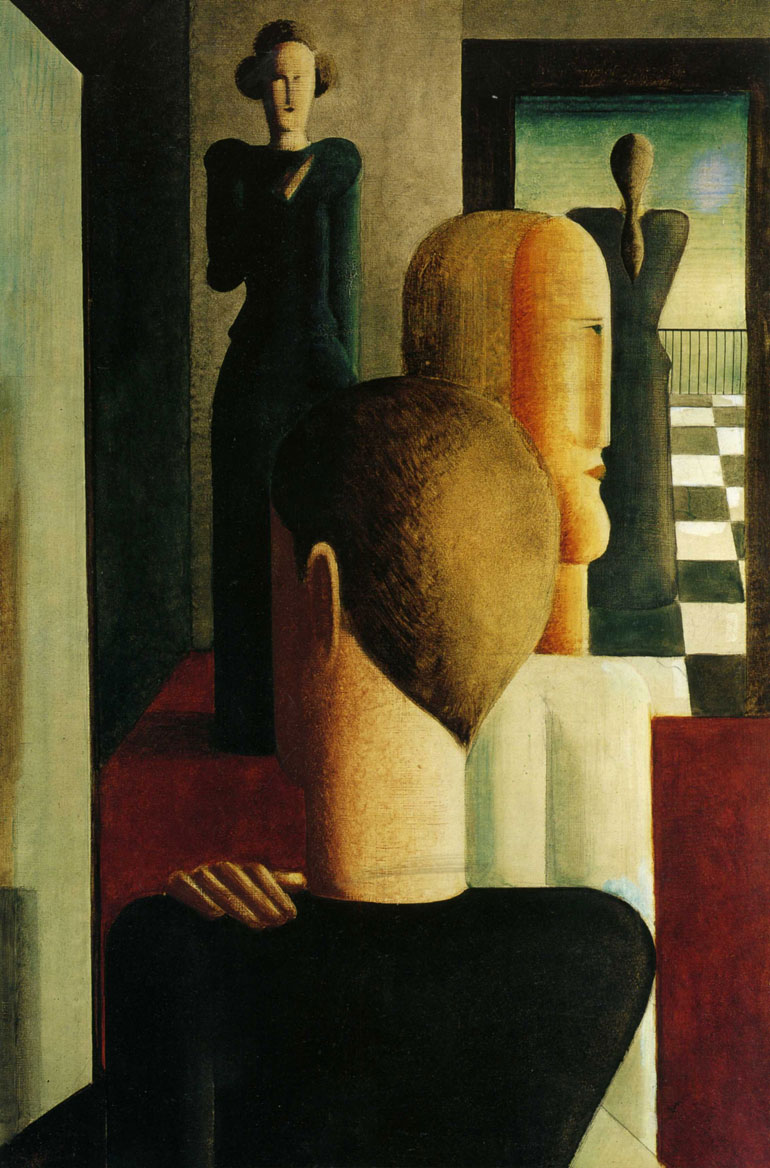